# 斯通-切赫緊化
數學的點集拓撲學中，斯通-切赫緊化（Stone–Čech compactification）是構造出從拓撲空間X到緊緻豪斯多夫空間βX的泛映射的技巧。拓撲空間X的斯通－切赫緊化βX是由X「生成」的最大的緊緻豪斯多夫空間，意即任何從X到緊緻豪斯多夫空間的映射，都可以經由βX分解。若X是吉洪諾夫空間，則從X到其在βX中的像的映射是同胚，因此可以想像X是在βX中的稠密子空間。對一般拓撲空間，從X到βX的映射未必是單射。
證明任何拓撲空間都有斯通－切赫緊化，需用到選擇公理的一個形式。即使X是頗簡單的空間，βX通常也是很難以明白具體地描述。譬如βN \ N非空的各種證明（N是自然數集合），都不會直接描述出βN \ N內的任何一點。

## 泛性質和函子性
βX是一個緊緻豪斯多夫空間，連同一個從X到βX的連續映射。βX有以下的泛性質：任何連續映射f: X → K，其中K是緊緻豪斯多夫空間，可以唯一地提升到連續映射 βf: βX → K.
βX的這個泛性質，加上βX是包含X的緊緻豪斯多夫空間，就完全地刻畫了βX，同胚的差別不計(up to homeomorphism)。
有些作者會加上假設X是吉洪諾夫空間（或甚至是局部緊豪斯多夫空間），原因為：
- 從X到在βX中的像的映射是同胚，當且僅當X是吉洪諾夫的。
- 從X到在βX中的像的映射是同胚到一個開子空間，當且僅當X是局部緊豪斯多夫的。

更一般的拓撲空間X上，都可以斯通－切赫緊化，但映射X → βX未必是同胚到X的像（有時甚至不是單射）。
上述的擴張性使β成為一個從Top（拓撲空間的範疇）到CHaus（緊豪斯多夫空間的範疇）的函子，設U是從 CHaus到Top的包含函子，那麼從βX到K的映射（K在CHaus內）一一對應到從X到UK的映射（將映射限制到X，並使用βX的泛性質），即是
Hom(βX, K) = Hom(X, UK)
故β是U的左伴隨函子。因此CHaus是Top的反射子範疇，反射函子為β。

## 構造

### 用單位區間構造
構造βX的一個方法是考慮映射
{\displaystyle X\to [0,1]^{C}}
{\displaystyle x\mapsto (f(x))_{f\in C}}
其中C是所有從X到[0, 1]的連續映射的集合。若賦予[0, 1]C積拓撲，那麼這映射是連續的。因為[0,1]是緊緻集，由吉洪諾夫定理（與選擇公理等價）可知[0, 1]C也是緊緻集。因此X在[0, 1]C中的像的閉包是X的一個緊化。
這個緊化就是斯通－切赫緊化。要證明這個結果，只要檢驗這個緊化符合應有的泛性質。首先檢驗K = [0, 1]，映射f: X → [0, 1]的擴張，就是從[0, 1]C到f座標上的投射。對一般的K，注意到K是完全正則空間，所以能嵌入到一個立體（即形為[0, 1]I的積空間）中。現在用前述的結果擴張每個座標函數，然後取這些擴張的積。

### 用超濾子構造
若X是離散空間，可以構造βX為X的所有超濾子的集合，並賦予一個拓撲，稱為斯通拓撲。X的各元素對應到各主要超濾子。
要驗證泛性質，設f: X → K，K是緊緻豪斯多夫空間，F是X上的一個超濾子。那麼可得在K上的超濾子f(F)。因為K是緊緻的，這個超濾子存在極限，又因為K是豪斯多夫的，故這個極限唯一，設為x。定義βf(F) = x。可以證明這是f的連續擴張。

## 外部連結
- Stone-Čech compactification at PlanetMath.
- Dror Bar-Natan, Ultrafilters, Compactness, and the Stone–Čech compactification （页面存档备份，存于）